# مطار إنفرنيس
مطار إنفرنيس الدولي (بالإسكتلندية: Port-adhair Inbhir Nis)‏ (إياتا: INV، إيكاو: EGPE) هو مطار دولي يخدم مدينة إنفرنيس.

## الوجهات وشركات الطيران

### الركاب
تقوم شركات الطيران التالية بتشغيل رحلات منتظمة وموسمية من وإلى إينفيرنيس:
| شركـات طيـران                   | الوجهات |
| ------------------------------- | --- |
| الخطوط الجوية البريطانية        | مطار لندن هيثرو |
| إيزي جيت                        | مطار بريستول، مطار غاتويك، مطار لندن لوتن                                                                                          |
| الخطوط الجوية الملكية الهولندية | مطار سخيبول أمستردام |
| لوغاناير                        | مطار مدينة جورج بست بلفاست، Benbecula، مطار برمينغهام، Kirkwall، مطار مانشستر، Stornoway، Sumburgh موسمي: Bergen، مطار دبلن الدولي |
| توي للطيران                     | موسمي: مطار ميورقة |

### الشحن
| شركـات طيـران           | الوجهات                                           |
| ----------------------- | ------------------------------------------------- |
| البريد الملكي البريطاني | Benbecula، East Midlands ‏، مطار إدنبرة، Stornoway |

## الإحصائيات

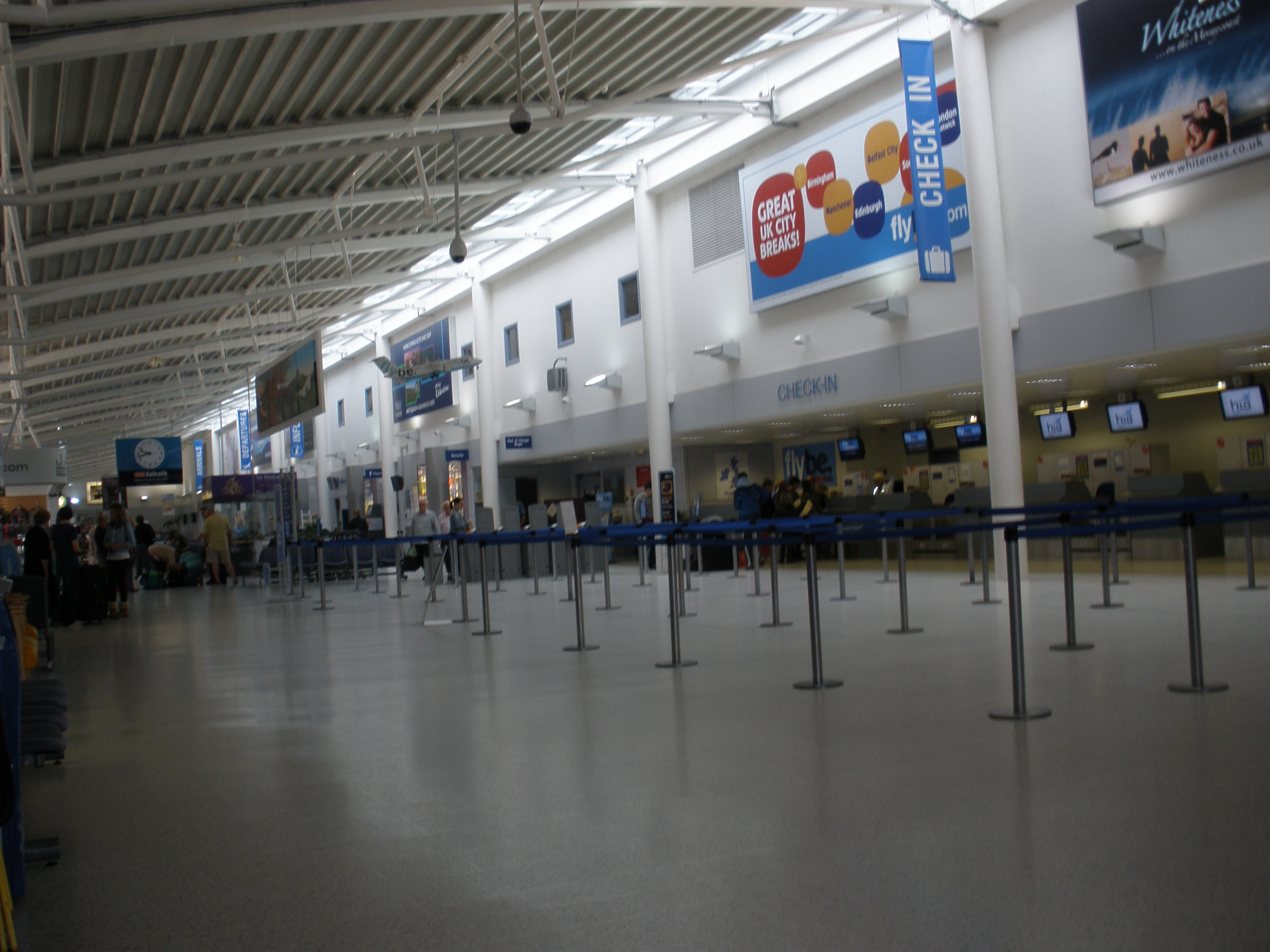
صالة تسجيل الدخول

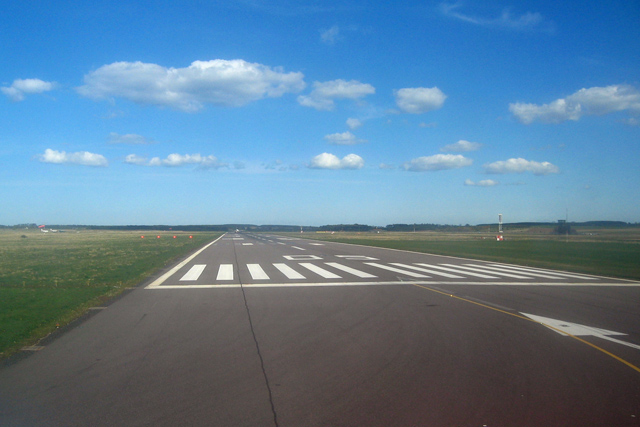
مدرج 05

شاهد source Wikidata query and sources.
| الرتبة                                        | المطار                     | الركاب  | التغير 2021 / 22 |
| --------------------------------------------- | -------------------------- | ------- | ---------------- |
| 1                                             | مطار غاتويك                | 216,298 | ▲ 95%            |
| 2                                             | مطار لندن هيثرو            | 131,786 | ▲ 106%           |
| 3                                             | مطار لندن لوتن             | 116,251 | ▲ 76%            |
| 4                                             | مطار بريستول               | 68,920  | ▲ 46%            |
| 5                                             | مطار سخيبول أمستردام       | 48,786  | ▲ 354%           |
| 6                                             | مطار مانشستر               | 35,445  | ▲ 215%           |
| 7                                             | مطار مدينة جورج بست بلفاست | 19,604  | ▲ 98%            |
| 8                                             | مطار برمينغهام             | 19,204  | ▲ 85%            |
| 9                                             | Stornoway                  | 13,234  | ▼ 5%             |
| 10                                            | Sumburgh                   | 12,819  | ▲ 4145%          |
| المصدر: هيئة الطيران المدني (المملكة المتحدة) |                            |         |                  |